# Edward Dagnioni
Edward Dagnioni (Stoneham, Massachusetts, 1903. május 19. – ?) világbajnoki ezüstérmes     amerikai jégkorongozó, védő.
Az 1931-es jégkorong-világbajnokságon ezüstérmet nyert. Mind a 6 mérkőzésen játszott 2 gólt lőtt.